# كلود دبليو. هايبارد
كلود دبليو. هايبارد (بالإنجليزية: Claude W. Hibbard)‏ هو عالم ثدييات ‏ أمريكي، ولد في 21 مارس 1905 في تورونتو في كندا، وتوفي في 9 أكتوبر 1973 في آن آربر في الولايات المتحدة.